# Дескаллар, Эмери де
Америк де Дескаллар (фр. Ayméri de Descallar;) — марокканский шашист и шашечный композитор французского происхождения. Играл на крупнейших мировых соревнованиях с 1952 по 1967 годы.

## Спортивная биография
Чемпионат мира по международным шашкам среди мужчин
1960 - 13 очков из 52 возможных, 13 место
1952 — 9 очков из 36 возможных, 17-18 место
Чемпионат Европы по международным шашкам среди мужчин
1967 — 12 очков из 30 возможных, 9-10 место
1965 - 9 очков из 28 возможных, 11 место
Чемпионат Франции по международным шашкам среди мужчин
1961 — 10 очков из 24 возможных, 8-11 место